# Grenville—Dundas
Pour les articles homonymes, voir Grenville et Dundas.
Grenville—Dundas fut une circonscription électorale fédérale de l'Ontario, représentée de 1925 à 1968.
La circonscription de Grenville—Dundas a été créée en 1924 avec des parties de Dundas et de Grenville. Abolie en 1966, elle fut distribuée dans Grenville—Carleton et Stormont—Dundas.

## Géographie
En 1924, la circonscription de Grenville—Dundas comprenait:
- Les comtés de Grenville et de Dundas

## Députés
1. 1925-1958 — Arza Clair Casselman, PC
2. 1958-1968 — Jean Casselman, PC

- PC = Parti progressiste-conservateur